# Englische Schecken
Die Englische Schecke ist eine kleine (2,50 bis 3,25 kg) Kaninchenrasse.

## Aussehen und Besonderheiten der Englischen Schecke

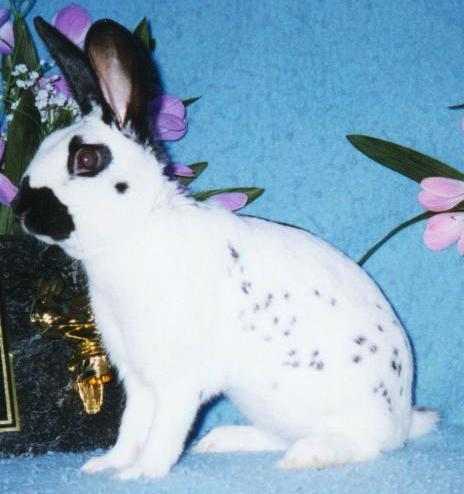
Englische Schecke

Die Englische Schecke gehört wie die Deutsche Riesenschecke, die Rheinische Schecke und die Klein- oder Tschechische Schecke zu den Punktscheckenrassen, zeigt aber ein anderes Zeichnungsbild als diese.
Die Kopfzeichnung gleicht der der anderen Punktscheckenrassen, sie umfasst die Schnauzenzeichnung (den sogenannten Schmetterling), die schmale, aber gleichmäßig breite Augeneinfassung, die beidseitigen Backenpunkte und die möglichst scharf abgegrenzte Ohrenzeichnung. Der Schmetterling sitzt auf der Nasenkuppe und fasst mit seinen Flügeln die Schnauze bis über die Mundwinkel. Der Unterkiefer soll möglichst weiß sein.
Zur Rumpfzeichnung gehört den Aalstrich, der, unmittelbar hinter den Ohren beginnend, möglichst schmal wie ein Pinselstrich auf dem Rückgrat entlang bis zur Blumenspitze verläuft. Die so genannte Kettenzeichnung beginnt ebenfalls unmittelbar hinter den Ohrwurzeln. Sie verläuft in Form feiner Punkte doppelreihig schräg oder leicht gewölbt bis zu den Schenkeln und stellt dort den Übergang zur Seitenzeichnung dar. Die möglichst erbsengroßen Seitenflecken bedecken die Schenkelpartie.
Wie die anderen Punktschecken auch, ist die Englische Schecke spalterbig. Verpaarung typgerechter Tiere untereinander führt zu 25 % einfarbigen Tieren, 50 % Typschecken und 25 % so genannter Hellschecken. Die meist nicht lebensfähigen Hellschecken zeigen nur einen unvollständigen Aalstrich und keine Seitenzeichnung. Hervorgerufen wird dieser Erbgang durch den Faktor für Punktscheckung (Deutsches Symbol k/K, englisch en/En), der mit einem so genannten Lethalfaktor verknüpft ist, der dazu führt, dass Hellschecken eine deutlich verminderte Lebensfähigkeit aufweisen. Die Englische Schecke ist in den Farbschlägen schwarz, blau, thüringerfarbig und dreifarbig anerkannt.
Die entsprechenden Erbformeln lauten:
- Schwarz: ABCDgK/ABCDgk (Deutsche Symbolik) bzw. aBCDE en / aBCDE En (Englische Symbolik)
- Blau: ABCdgK/ABCdgk (Deutsche Symbolik) bzw. aBCdE en / aBCdE En (Englische Symbolik)
- Thüringerfarbig: AbCDgK/AbCDgk (Deutsche Symbolik) bzw. aBCDe En / aBCDe en (Englische Symbolik)
- Dreifarbig: AbjCDgK/AbjCDgk (Deutsche Symbolik) bzw. aBCDej En / aBCDej en (Englische Symbolik)

## Geschichte der Rasse
Kaninchen mit Scheckenzeichnung sind bereits seit langer Zeit bekannt, so zitiert Sandford eine Schrift von J. Rogers aus dem Jahre 1849:
„What is termed the 'blue butterfly smut' was for some time considered the most valuable of fancy rabbits, it is thus named on account of having bluish or lead-coloured spots on either side of the nose, considered as having some resemblance to the spread wings of a butterfly... A black and white rabbit may also have the face marked in a similar manner, constituting a 'black butterfly smut'... But a good fancy rabbit must likewise have other marks... and there ought to be dark stripes on both sides of the body in front, passing backwards to meet the saddle, and uniting on the top of the shoulders, at the part called the withers in a horse; these stripes form what is termed the 'chain'.“
Übersetzung:
Was "Blaue Schmetterlings-Rußnase" genannt wird, war für einige Zeit die wertvollste Liebhaberrasse, es wird so genannt wegen der blauen oder bleigrauen Flecken an beiden Seiten der Nase hat, die einige Ähnlichkeit mit den ausgebreiteten Flügeln eines Schmetterlings hat... Ein schwarz-weißes Kaninchen kann das Gesicht in ähnlicher Weise gezeichnet haben, eine "Schwarze Schmetterlings-Rußnase" darstellend.... Aber ein gutes Liebhaberkaninchen muss gleichzeitig weitere Abzeichen haben... und so sollten dunkle Streifen vorn an beiden Seiten sein, nach hinten verlaufend, den Sattel streifend und sich an den Schultern an der Stelle vereinigend, die beim Pferd Widerrist genannt werden, diese Streifen bilden das, was als Kette bezeichnet wird.
Nach Dorn sollen die ersten Scheckenkaninchen grau-weiß gewesen sein, der graue Farbenschlag ist auch heute noch in England zugelassen.
1887 zeigte A. Towsend in Leeds schwarzweiße englische Schecken, im gleichen Jahr wurde auch die madagaskar oder Thüringer-Farbe bekannt.
Der erste Spezialclub für diese Rasse wurde am 28. Januar 1891 in Liverpool, die erste Spezialschau, bei der bereits mehrere Farbschläge gezeigt wurden, fand 1892 in Mytholmroyd statt. Franke zitiert Luke Shaw und dessen Schrift The English Rabbit, nach der die Englische Schecke aus gewöhnlichen grau-weißen Landkaninchen hervorgegangen sind.
Der erste Export Englischer Schecken nach Deutschland erfolgte um 1900 durch Fendwyk aus Grimsby. Der erste deutsche Standard wurde 1902 von Hans Ott aus Bamberg und Leon Coutain aus Gmünden veröffentlicht.
Der damalige Standard verlangte ein Tier mit deutlich größeren Flecken, die die Seiten deutlich mehr bedeckten, als das bei den heutigen Tieren der Fall ist. Die Größe der Tiere lag mit 4,5 kg im Größenrahmen der heutigen mittelgroßen Rassen.
Heute ist die Englische Rasse eine Rasse, die einen gewissen Rückgang zeigt, so wurden auf der Bundesschau 2003 264 Tiere in vier Farbenschlägen gezeigt, gegenüber 498 Tieren bei der Bundesschau 1995.

## Ähnliche Rassen
Insbesondere in der Kopfzeichnung stimmt die Englische Schecke mit den anderen Punktscheckenrassen überein, sie unterscheidet sich von diesen deutlich in der Seitenzeichnung.